# 덩즈웨이 (음악가)
덩즈웨이(중국어 정체자: 鄧智偉, 병음: Dèng Zhìwêi, 한자음: 등지위, 1976년 7월 29일 ~)는 홍콩의 작곡가이다.